# Väinö Hannikainen
Väinö Aatos Hannikainen, född 12 januari 1900 i Jyväskylä, död 7 augusti 1960 i Kuhmois, var en finländsk harpist och kompositör. Han var son till Pekka Hannikainen. 
Hannikainen, som 1923–57 var anställd vid Helsingfors stadsorkester, gav konserter och komponerade bland annat balettmusik, orkesterverk, en konsert för harpa och orkester, scenmusik, kantater, sånger och pianomusik. Han upptecknade och arrangerade karelska folkvisor.